# ムハンマド・ビン・ラーディン
ムハンマド・ビン・アワド・ビン・ラーディン（アラビア語: محمد بن عوض بن لادن、Mohammed bin Awad bin Laden、1908年 - 1967年9月3日）は、イエメンの貧困家庭の出稼ぎ労働者からサウジ有数の大財閥を一代で築いたサウディ・ビンラディン・グループの創始者である。晩年にはサウジアラビアで最も裕福な非王族になった。
1908年にイエメンのハドラマウト地方でスンナ派の貧しい家に生まれ、第一次世界大戦前にサウジへ働きに来て荷夫などをして暮らしていた。1930年に建設業を始め、後にサウジでも有数の大手ゼネコンへと成長する。1967年9月3日に飛行機事故で死亡する。
生涯に22回の結婚をして55人の子供をもうけている。ウサーマ・ビン・ラーディンは10番目の妻との間にできた17番目の子である。